# The Freddie Mercury Tribute Concert
The Freddie Mercury Tribute Concert (engelsk: Æreskoncert for Freddie Mercury — med undertitlen A concert for life, en koncert for livet) var en støttekoncert, som blev lavet af de resterende Queen-medlemmer, Roger Taylor, Brian May og John Deacon, til ære for den afdøde sanger Freddie Mercury. Koncerten blev afholdt 20. april 1992 på Londons oprindelige Wembley Stadium.
Til denne koncert mødte ca. 75.000 tilskuere op, og koncerten indbragte over 102 millioner pund, som gik til AIDS-Fondet. Koncerten blev optaget og sendt i hele verden, hvor op imod 1 mia. mennesker så med.
Til koncerten optrådte blandt andre Metallica, Def Leppard, Guns N' Roses, Extreme. Roger Taylor, Brian May og John Deacon spillede Queen-materiale, som blev sunget af bl.a. Elton John sammen med Axl Rose og Liza Minnelli. "We Are the Champions", der var hele koncertens afslutning, blev sunget af alle deltagerne på scenen.

## Optrædende

### Uden Queen
1. Metallica – "Enter Sandman", "Sad but True", "Nothing Else Matters"
2. Extreme – Queen Medley (including "Mustapha" (intro), "Bohemian Rhapsody" (Rock Section), "Keep Yourself Alive", "I Want To Break Free", "Fat Bottomed Girls", "Bicycle Race", "Another One Bites The Dust", "We Will Rock You", "Stone Cold Crazy" and "Radio Ga Ga"), “Love of my Life”, "More Than Words" (Gary Cherone and Nuno Bettencourt)
3. Def Leppard – "Animal", "Let's Get Rocked"
4. Bob Geldof – "Too Late God"
5. Spinal Tap – "The Majesty of Rock"
6. U2 – "Until the End of the World" – spillet via satellit fra Sacramento, Californien
7. Guns N' Roses – "Paradise City", "Only Women Bleed", "Knockin' on Heaven's Door"
8. Mango Groove – "Special Star" – spillet via satellit fra Johannesburg, Sydafrika
9. Elizabeth Taylor – AIDS Prevention Speech
10. Freddie Mercury – kompilation af forskellige interaktioner md publikum

### Med Queen
1. Queen + Joe Elliott og Slash – "Tie Your Mother Down"
2. Queen + Roger Daltrey og Tony Iommi – "Heaven and Hell" (intro), "Pinball Wizard" (intro), "I Want It All"
3. Queen + Zucchero – "Las Palabras de Amor"
4. Queen + Gary Cherone og Tony Iommi – "Hammer to Fall"
5. Queen + James Hetfield og Tony Iommi – "Stone Cold Crazy"
6. Queen + Robert Plant – "Innuendo" (inklusive dele af "Kashmir"), "Thank You" (intro), "Crazy Little Thing Called Love"
7. Brian May + Spike Edney – "Too Much Love Will Kill You"
8. Queen + Paul Young – "Radio Ga Ga"
9. Queen + Seal – "Who Wants to Live Forever"
10. Queen + Lisa Stansfield – "I Want to Break Free"
11. Queen + David Bowie og Annie Lennox – "Under Pressure"
12. Queen + Ian Hunter, David Bowie, Mick Ronson, Joe Elliott og Phil Collen – "All the Young Dudes"
13. Queen + David Bowie og Mick Ronson – "Heroes"
14. David Bowie – "Lord's Prayer"
15. Queen + George Michael – "'39"
16. Queen + George Michael og Lisa Stansfield – "These Are the Days of Our Lives"
17. Queen + George Michael – "Somebody to Love"
18. Queen + Elton John og Axl Rose – "Bohemian Rhapsody" ved brug af samme lysshow The Magic Tour fra 1986 til operasektionen og vokalerne blev spillet far et bånd fra den oprindelige studieindspilning fra 1970'erne med Freddie Mercury.
19. Queen + Elton John og Tony Iommi – "The Show Must Go On"
20. Queen + Axl Rose – "We Will Rock You"
21. Queen + Liza Minnelli, support af alle andre, der optrådte ved koncerten – "We Are the Champions"
22. Queen – "God Save the Queen" (taped outro)

### Queens aktivitet
- Freddie Mercury – foruindspillet klaver og vokal (på "Bohemian Rhapsody") en blanding af forskellige interaktinør med publikum før Queen + seketionen af koncerten
- Brian May – elektrisk og akstisk guitar, keyboard (på "Too Much Love Will Kill You" og "Who Wants To Live Forever"), forsanger (på "Tie Your Mother Down" i første vers og delt forsanger med Roger Taylor på første omkvæd af "Tie Your Mother Down" og "Too Much Love Will Kill You"), delt forsanger (på "I Want It All"), baggrundsvokal
- Roger Taylor – trommer, tambourin, baggrundsvokal, delt forsanger (på "Tie Your Mother Down" med Brian May på første vers og "Under Pressure" som en trio med David Bowie og Annie Lennox på omkvædene).
- John Deacon – basguitar, baggrundsvokal

### Gæstemusikere
- Elton John – klaver på "Bohemian Rhapsody"
- Slash – elektrisk guitar på "Tie Your Mother Down"
- Tony Iommi – elektrisk guitar på "Heaven and Hell" (intro), "Pinball Wizard" (intro), "I Want It All", "Hammer to Fall", "Stone Cold Crazy" og "The Show Must Go On"
- Ian Hunter – elektrisk guitar på "All the Young Dudes"
- Mick Ronson – elektrisk guitar på "All the Young Dudes" og "Heroes"
- David Bowie - altsax på "All the Young Dudes"
- Joe Elliott – baggrundsvokal på "All the Young Dudes"
- Phil Collen – baggrundsvokal på "All the Young Dudes"